# Det Gyldne Bur
Det Gyldne Bur - coroczna nagroda piłkarska przyznawana najlepszemu bramkarzowi w Danii. Nagrodę tę przyznaje się poprzez głosowanie, laureata wybierając spośród bramkarzy pierwszej i drugiej ligi duńskiej.

## Zdobywcy nagrody
- 1984:  Ole Qvist (KB)
- 1985:  Troels Rasmussen (Aarhus GF)
- 1986:  Lars Høgh (Odense BK)
- 1987:  Peter Schmeichel (Brøndby IF)
- 1988:  Peter Schmeichel (Brøndby IF)
- 1989:  Lars Høgh (Odense BK)
- 1990:  Peter Schmeichel (Brøndby IF)
- 1991:  Kim Brodersen (Lyngby BK)
- 1992:  Lars Høgh (Odense BK)
- 1993:  Lars Høgh (Odense BK)
- 1994:  Lars Høgh (Odense BK)
- 1995:  Lars Windfeld (Aarhus GF)
- 1996:  Jørgen Nielsen (Hvidovre IF)
- 1997:  Erik Boye (Vejle BK)
- 1998:  Jimmy Nielsen (Aalborg BK)
- 1999:  Peter Kjær (Silkeborg IF)
- 2000:  Arkadiusz Onyszko (Viborg FF)
- 2001:  Karim Zaza (Odense BK)
- 2002:  Karim Zaza (Odense BK)
- 2003:  Karim Zaza (Brøndby IF)
- 2004:  Jimmy Nielsen (Aalborg BK)
- 2005:  Jesper Christiansen (FC København)
- 2006:  Jesper Christiansen (FC København)
- 2007:  Jesper Christiansen (FC København)
- 2008:  Stephan Andersen (Brøndby IF)
- 2009:  Roy Carroll (Odense BK)
- 2010:  Johan Wiland (FC København)
- 2011:  Johan Wiland (FC København)
- 2012:  Jesper Hansen (FC Nordsjælland)
- 2013:  Lukas Hradecky (Brøndby IF)
- 2014:  Nicolai Larsen (Aalborg BK)
- 2015:  Karl-Johan Johnsson (Randers FC)
- 2016:  Robin Olsen (FC København)
- 2017:  Sten Grytebust (Odense BK)
- 2018:  Sten Grytebust (Odense BK)
- 2019:  Jesper Hansen (FC Midtjylland)
- 2020:  Karl-Johan Johnsson (FC København)
- 2021:  Jacob Rinne (Aalborg BK)
- 2022:  Kamil Grabara (FC København)
- 2023:  Kamil Grabara (FC København)
- 2024:  Patrick Pentz (Brøndby IF)[1]